# Edward Jarociński
Edward Jarociński (ur. 9 listopada 1879 w Pułtusku, zm. 13–14 kwietnia 1940 w Katyniu) – pułkownik lekarz Wojska Polskiego, doktor wszech nauk lekarskich, działacz niepodległościowy, ofiara zbrodni katyńskiej.

## Życiorys
Syn Franciszka Edwarda Józefa (1850–1925), geometry i Władysławy Józefy z Wyrzyków (1860–1885). W 1899, po ukończeniu gimnazjum w Suwałkach, rozpoczął studia na Wydziale Lekarskim Cesarskiego Uniwersytetu Warszawskiego. W 1904 uzyskał dyplom lekarski.
W 1914, w stopniu kapitana lekarza, został zmobilizowany do Armii Imperium Rosyjskiego. W latach 1914–1917, w czasie I wojny światowej, walczył jako lekarz batalionu, a następnie starszy lekarz 8 pułku strzelców. Od 1917 służył w I Korpusie Polskim w Rosji na stanowisku starszego lekarza 8 pułku strzelców polskich. W maju 1918, po demobilizacji korpusu, powrócił do Warszawy, wstąpił do Polskiej Siły Zbrojnej oraz objął stanowisko lekarza garnizonu i szefa sanitarnego I Brygady.
3 stycznia 1919 został szefem sanitarnym Grupy pułkownika Leona Berbeckiego. 21 marca tego roku został przeniesiony do Departamentu Sanitarnego Ministerstwa Spraw Wojskowych w Warszawie na stanowisko starszego referenta Sekcji IV. W marcu 1920 został wyznaczony na stanowisko starszego referenta w Szefostwie Sanitarnym Frontu Wołyńskiego, a później 2 Armii. 24 czerwca 1920 został zatwierdzony z dniem 1 kwietnia 1920 w stopniu podpułkownika, w Korpusie Lekarskim, w grupie oficerów byłych Korpusów Wschodnich i byłej armii rosyjskiej. W tym samym miesiącu powierzono mu obowiązki starszego referenta w Szefostwie Sanitarnym Armii Rezerwowej. W lipcu 1920 został wyznaczony na stanowisko dowódcy szpitala wojskowego w Kamieńcu Podolskim. W październiku tego roku został dowódcą 4 szpitala ewakuacyjnego, a w marcu 1921 lekarzem Oddziału Sztabowego Naczelnego Dowództwa Wojska Polskiego. W sierpniu tego roku został zdemobilizowany.
1 maja 1922 został wcielony w rezerwie do kompanii zapasowej sanitarnej nr I jako oddziału macierzystego.
Zweryfikowany w stopniu pułkownika ze starszeństwem z dniem 1 czerwca 1919 i 11. lokatą w korpusie oficerów rezerwowych sanitarnych, grupa lekarzy i przydzielony do 1 batalionu sanitarnego w Warszawie. W 1934 jako oficer pospolitego ruszenia pozostawał pozostawał w ewidencji Powiatowej Komendy Uzupełnień Warszawa Miasto III i posiadał przydział do Kadry Zapasowej 1 Szpitala Okręgowego w Warszawie. Mieszkał w Warszawie na Placu Kazimierza Wielkiego 8.
26 października 1905 ożenił się z Zofią Anną z Hofferów, z którą miał syna Zbigniewa Michała (1906–1940), podporucznika artylerii rezerwy inżyniera Wojska Polskiego.
W czasie kampanii wrześniowej 1939 po agresji ZSRR na Polskę dostał się do niewoli sowieckiej. Do niewoli trafił również jego syn Zbigniew Michał. Obaj przebywali w obozie w Kozielsku. Wiosną 1940 zostali zamordowani przez funkcjonariuszy NKWD w Katyniu i tam pogrzebani, gdzie od 28 lipca 2000 mieści się oficjalnie Polski Cmentarz Wojenny w Katyniu.
Postanowieniem nr 112-48-07 Prezydenta RP Lecha Kaczyńskiego z 5 października 2007 został awansowany pośmiertnie na stopień generała brygady. Awans został ogłoszony 9 listopada 2007 w Warszawie, w trakcie uroczystości „Katyń Pamiętamy – Uczcijmy Pamięć Bohaterów”.

## Ordery i odznaczenia
- Krzyż Niepodległości – 15 kwietnia 1932 „za pracę w dziele odzyskania niepodległości”[22][23][24][25]
- Krzyż Walecznych nr 46747[26] – 15 lipca 1922[27][28]
- Medal Pamiątkowy za Wojnę 1918–1921[29]
- Medal Zwycięstwa („Médaille Interalliée”) – 1925[30][29]

rosyjskie
- Order Świętego Włodzimierza 4 stopnia z mieczami i wstęgą[31]
- Order Świętej Anny 2 stopnia z mieczami[31]
- Order Świętego Stanisława 2 stopnia z mieczami[31]
- Order Świętej Anny 3 stopnia z mieczami i wstęgą[31]
- Order Świętego Stanisława 3 stopnia z mieczami[31]
- Medal pamiątkowy 300-lecia Domu Romanowych[32]